# Rajdowy Puchar Pokoju i Przyjaźni 1968

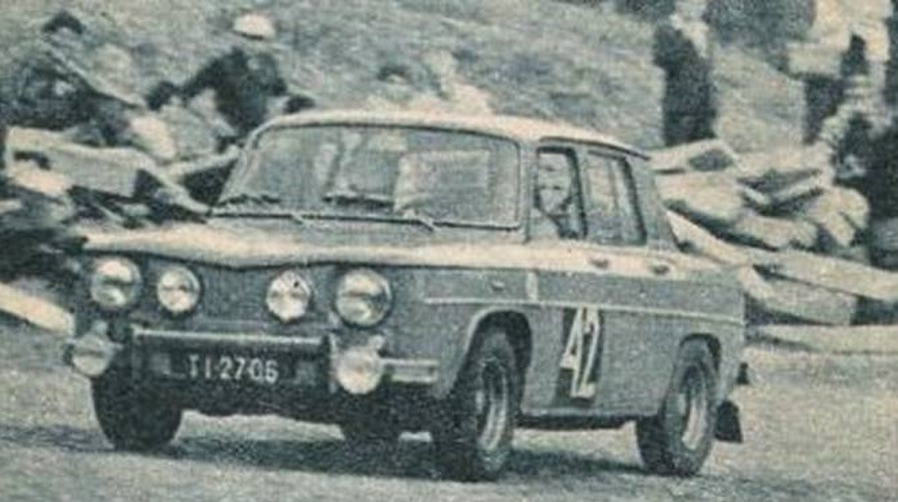
Zwycięska załoga 28 Rajdu Polski Krzysztof Komornicki i Zygmunt Wiśniowski – Renault 8 Gordini

Rajdowy Puchar Pokoju i Przyjaźni 1968 kolejny sezon serii rajdowej Rajdowego Pucharu Pokoju i Przyjaźni (CoPaF) rozgrywanej w krajach socjalistycznych w roku 1968.

## Kalendarz[1][2]
| Runda | Data                   | Nazwa rajdu      | Baza rajdu | Nawierzchnia | Zwycięzca            | Wyniki |
| ----- | ---------------------- | ---------------- | ---------- | ------------ | -------------------- | ------ |
| 1     | 4-7 kwietnia           | 8. Rajd Pneumant | Berlin     | Asfalt       | Sobiesław Zasada     | Wyniki |
| 2     | 5-7 lipca              | 9. Rajd Wełtawy  |            |              | Zdenĕk Kec           | Wyniki |
| 3     | 1-4 sierpnia           | 28. Rajd Polski  |            | Asfalt       | Krzysztof Komornicki | Wyniki |
| 4     | 30 sierpnia-1 września | Rajd Cordatic ?  |            |              |                      |        |